# Gare de Boussy-Saint-Antoine
La gare de Boussy-Saint-Antoine est une gare ferroviaire française de la ligne de Paris-Lyon à Marseille-Saint-Charles, située sur les territoires des communes de Boussy-Saint-Antoine et de Quincy-sous-Sénart dans le département de l'Essonne en région Île-de-France.

## Situation ferroviaire
Établie à 72 mètres d'altitude, la gare de Boussy-Saint-Antoine est située au point kilométrique (PK) 23,958 de la ligne de Paris-Lyon à Marseille-Saint-Charles, entre les gares de Brunoy et de Combs-la-Ville - Quincy.

## Histoire
En 2022, la SNCF estime la fréquentation annuelle de la gare à 2 880 374 voyageurs.

## Service des voyageurs

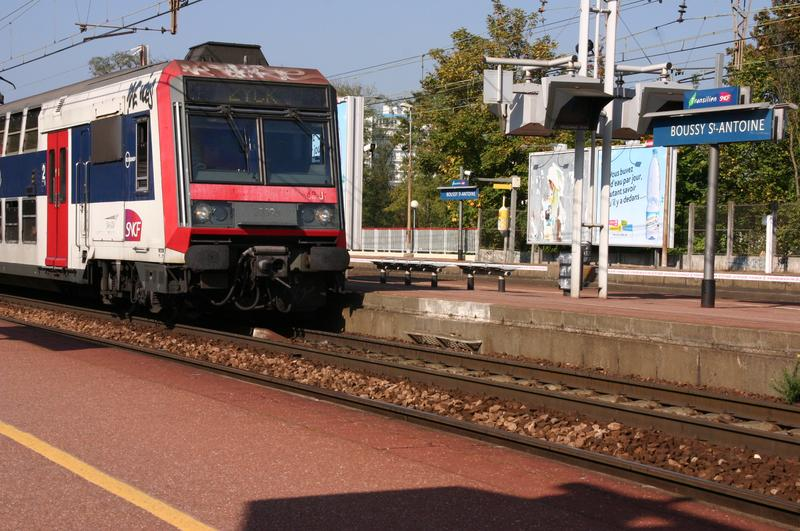
Au 2e plan sur voie 2b, une rame Z20500 à destination de Melun (code mission ZYCK). Au 1er plan : voie 1b vers Paris.

### Desserte
La gare est desservie par les trains de la ligne D du RER.

### Intermodalité
La gare est desservie par les lignes 4111, 4120, 4130, 4133, Soirée Boussy-Saint-Antoine et Soirée Quincy-sous-Sénart du réseau de bus Val d'Yerres Val de Seine et, la nuit, par la ligne N134 du service de bus de nuit Noctilien.